# 臺北市萬華區西園國民小學
臺北市萬華區西園國民小學，簡稱西園國小，位於臺北市萬華區東園街73巷65號。

## 校史
- 創校于1959年8月1日，暫借東園國小教室上課。
- 1961年，新校舍在現址落成，當時總計十三班。
- 1962年8月，學生增至二十五班。
- 1981年11月，新建學生活動中心落成啟用。
- 1987年8月，奉准成立附屬幼兒園，編制四班。

## 歷任校長
- 1959年8月1日，首任校長賴映光。(任期3年)
- 1962年8月，第二任校長鄭福林。(任期4年)
- 1966年9月，左傑吾兼代校長。(任期1年)
- 1967年2月，第三任校長簡勝。(任期5年)
- 1972年8月，第四任校長鄭燦。(任期7年)
- 1979年8月，第五任校長吳州柏。(任期7年)
- 1986年2月，第六任校長孟繁祚。(任期7年)
- 1993年8月，第七任校長邱秋悅。(任期7年)
- 2000年8月，第八任校長董素貞。(任期2年)
- 2002年8月，第九任校長謝靜惠。(任期4年)
- 2006年8月，第十任校長王景坤。(任期7年)
- 2013年8月，第十一任校長吳智亭。(任期4年)
- 2017年8月，第十二任校長曹曉文。(任期6年)
- 2023年8月，第十三任校長張勝順。

## 外部連結
- 臺北市萬華區西園國民小學 （页面存档备份，存于）